# Сцілла Ґабель
Джанфранка Ґабелліні (нар. 4 січня 1938, Ріміні, Італія), відома як Сцілла Ґабель — італійська акторка кіно, телебачення та театру. Знялася в 50 фільмах і кількох телевізійних програмах між 1954 і 1988 роками.

## Кар'єра
Народилася в Ріміні, Італія, однією з п'яти дітей. 
Сцілла Ґабель увійшла в кіноіндустрію як акторка, разюче подібна до Софі Лорен. Між 1957 і 1967 роками вона з'являлася, часто у провідних ролях, у десятках фільмів, проте не змогла вийти за межі стереотипних ролей. Починаючи з кінця 1960-х зосередила свою діяльність на сцені та телебаченні, де зіграла свої найзначущіші ролі та здобула позитивний відгук критики.

## Особисте життя
В 1968 одружилася з П'єро Сківадзаппою. В шлюбі народила одну дитину.
8 травня 1999 року 87-річний батько Ґабель Джузеппе Ґабелліні був убитий 65-річною орендаркою вілли, з якою конфліктував через орендну плату. Помер на місці події на руках у дочки.

## Часткова фільмографія
- Tua per la vita (1955) — La sartina dell' Atelier
- Due sosia in allegria (1956)
- Gente felice (1957) — Gina
- Girls of the Night (1958) — Lola
- Legs of Gold (1958) — Gianna
- The White Warrior (1959) — Princess Maria Vorontsova
- Tarzan's Greatest Adventure (1959) — Toni
- Les canailles (1960) — Gina
- Genitori in blue-jeans (1960) — Colette
- Tough Guys (1960) — Josette
- Call Girls of Rome (1960) — Patrizia
- Queen of the Pirates (1960) — Isabella, the Duke's Daughter
- Mill of the Stone Women (1960) — Elfie Wahl
- La grande vallata (1961)
- Les filles sèment le vent (1961) — Kissa
- The Festival Girls (1961) — Nadja
- Mara (1961)
- Three Faces of Sin (1961) — Rossana Stromboli
- Romulus and the Sabines (1961) — Dusia
- Village of Daughters (1962) — Angelina Vimercati
- No Man's Land (1962) — Woman
- Colossus of the Arena (1962) — Thalima
- Sodom and Gomorrah (1962) — Tamar
- La salamandre d'or (1962) — Béatrice
- The Two Colonels (1963) — Iride
- Knights of Terror (1963) — Cristina
- I diavoli di Spartivento (1963)
- Outlaws of Love (1963) — Wilma
- Seven Slaves Against the World (1964) — Claudia
- Corpse for the Lady (1964) — Renata
- The Revenge of Spartacus (1964) — Cinzia
- Una storia di notte (1964) — A German tourist
- Il figlio di Cleopatra (1964) — Livia
- Con rispetto parlando (1965)
- Modesty Blaise (1966) — Melina
- Djurado (1966) — Barbara Donovan
- Target for Killing (1966) — La Tigra
- How to Seduce a Playboy (1966) — Anita Bionda
- Zärtliche Haie (1967) — Zeezee
- Das große Glück (de) (1967) — Molly Pink
- Bastard, Go and Kill (1971) — Susanna